# U-413
| U-413                      | U-413                                                          | U-413                                                          |
| -------------------------- | -------------------------------------------------------------- | -------------------------------------------------------------- |
|                            |                                                                |                                                                |
|                            |                                                                |                                                                |
|                            |                                                                |                                                                |
| Під прапором               | Третій рейх                                                    | Третій рейх                                                    |
| Спуск на воду              | 15 січня 1942 року                                             | 15 січня 1942 року                                             |
| Виведений зі складу флоту  | 20 серпня 1944 року                                            | 20 серпня 1944 року                                            |
| Сучасний статус            | затоплений                                                     | затоплений                                                     |
| Проєкт                     |                                                                |                                                                |
| Тип ПЧ                     | Торпедний ДПЧ                                                  | Торпедний ДПЧ                                                  |
| Основні характеристики     |                                                                |                                                                |
| Швидкість (надводна)       | 17,7 вузлів                                                    | 17,7 вузлів                                                    |
| Швидкість (підводна)       | 7,6 вузлів                                                     | 7,6 вузлів                                                     |
| Робоча глибина занурення   | 100 м                                                          | 100 м                                                          |
| Гранична глибина занурення | 220 м                                                          | 220 м                                                          |
| Екіпаж                     | 44 осіб                                                        | 44 осіб                                                        |
| Розміри                    |                                                                |                                                                |
| Довжина найбільша (по КВЛ) | 67,1 м                                                         | 67,1 м                                                         |
| Ширина корпусу найб.       | 6,2 м                                                          | 6,2 м                                                          |
| Висота                     | 9,6 м                                                          | 9,6 м                                                          |
| Середня осадка (по КВЛ)    | 4,70 м                                                         | 4,70 м                                                         |
| Водотоннажність надводна   | 769 т                                                          | 769 т                                                          |
| Озброєння                  |                                                                |                                                                |
| Артилерія                  | одна палубна гармата калібру 88-мм, одна 20-мм зенітна гармата | одна палубна гармата калібру 88-мм, одна 20-мм зенітна гармата |
| Торпедно- мінне озброєння  | 4 носових і один кормовий ТА. 14 торпед                        | 4 носових і один кормовий ТА. 14 торпед                        |

U-413 — німецький підводний човен типу VIIC, часів Другої світової війни.
Замовлення на будівництво човна було віддане 15 серпня 1940 року. Човен був закладений на верфі суднобудівної компанії «Danziger Werft» у Данцигу 25 квітня 1941 року під заводським номером 114, спущений на воду 15 січня 1942 року, 3 червня 1942 року під командуванням оберлейтенанта Густава Пеля увійшов до складу 8-ї флотилії. Також за час служби входив до складу 1-ї флотилії.
Човен зробив 7 бойових походів, в яких потопив 5 суден (загальна водотоннажність 36 885 брт) та 1 військове судно.
Потоплений 20 серпня 1944 року в Англійському каналі південніше Брайтона (50°21′ пн. ш. 00°01′ зх. д. / 50.350° пн. ш. 0.017° зх. д.) глибинними бомбами британських есмінців «Венслідейл», «Форестер» та «Відет». 45 членів екіпажу загинули, 1 врятовано.

## Командири
- Капітан-лейтенант Густав Пель (3 червня 1942 — 19 квітня 1944)
- Оберлейтенант-цур-зее Дітріх Заксе (20 квітня — 20 серпня 1944)

## Потоплені та пошкоджені кораблі[3]
| Назва          | Тип                  | Належність      | Дата              | Тоннаж (БРТ) | Вантаж                                                   | Статус     | Місце                                                       |
| Warwick Castle | військовий транспорт | Велика Британія | 14 листопада 1942 | 20 107       | Баласт                                                   | потоплено  | 39°12′ пн. ш. 13°25′ зх. д. / 39.200° пн. ш. 13.417° зх. д. |
| Mount Mycale   | торгове судно        | Греція          | 22 січня 1943     | 3 556        | 4 942 т зерна та 226 т державних вантажів                | потоплено  | 52°09′ пн. ш. 50°45′ зх. д. / 52.150° пн. ш. 50.750° зх. д. |
| West Portal    | торгове судно        | США             | 5 лютого 1943     | 5 376        | 6 000 т генеральних вантажів, армійські вантажі та пошта | потоплено  | 53°00′ пн. ш. 33°00′ зх. д. / 53.000° пн. ш. 33.000° зх. д. |
| Wanstead       | торгове судно        | Велика Британія | 21 квітня 1943    | 5 486        | Баласт                                                   | потоплено  | 55°46′ пн. ш. 45°14′ зх. д. / 55.767° пн. ш. 45.233° зх. д. |
| «Ворік»        | есмінець             | Велика Британія | 20 лютого 1943    | 1 100        |                                                          | потоплений | 50°27′ пн. ш. 05°23′ зх. д. / 50.450° пн. ш. 5.383° зх. д.  |
| Saint Enogat   | торгове судно        | Велика Британія | 19 серпня 1944    | 2 360        | 1 427 т державних вантажів                               | потоплено  | 50°16′ пн. ш. 00°50′ зх. д. / 50.267° пн. ш. 0.833° зх. д.  |